# Joseph Ducreux

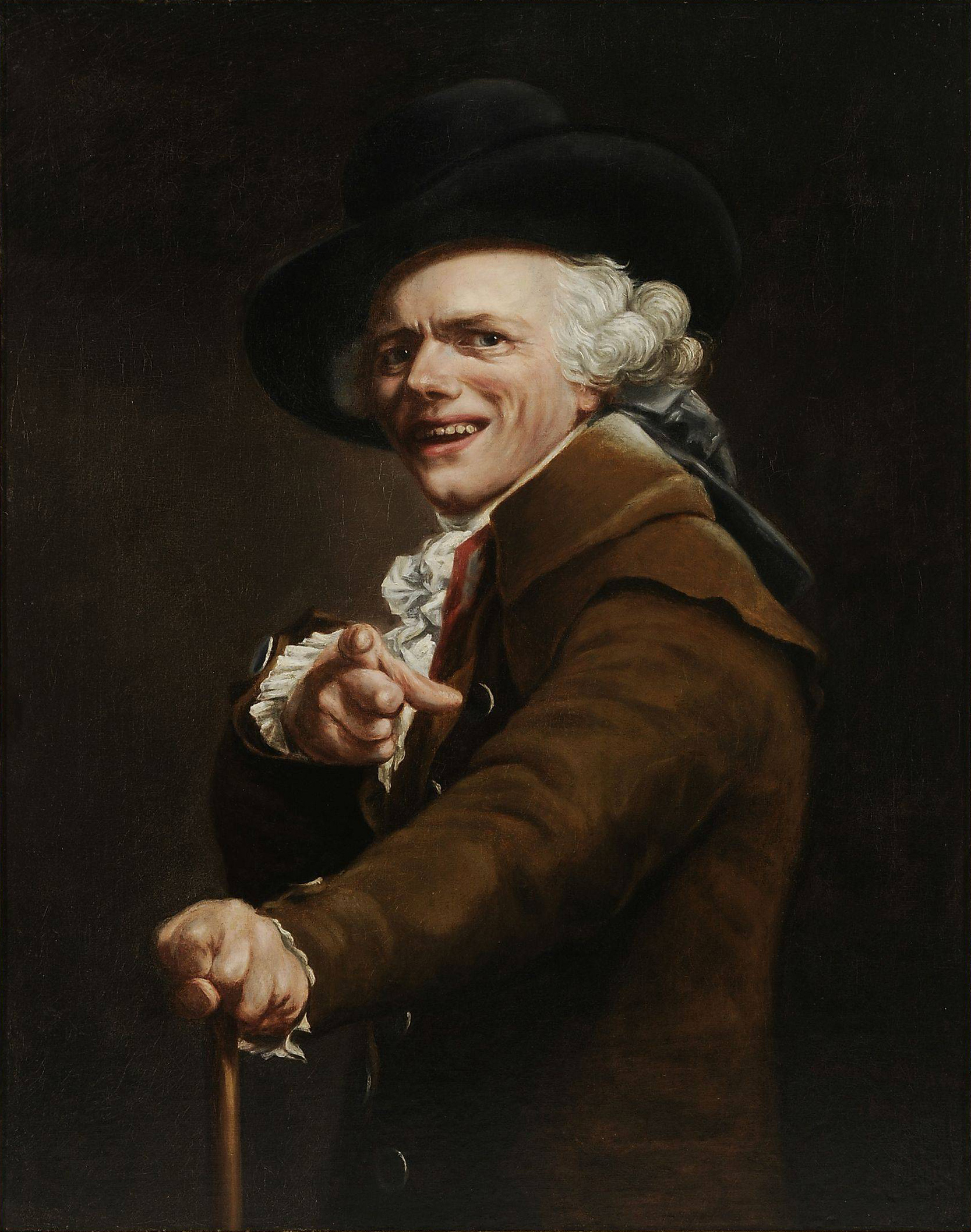
Selbstporträt als Spötter, Öl auf Leinwand, um 1793; Paris, Musée du Louvre

Joseph Ducreux (* 26. Juni 1735 in Nancy; † 24. Juli 1802 in Paris) war ein französischer Porträtmaler des 18. Jahrhunderts.

## Leben

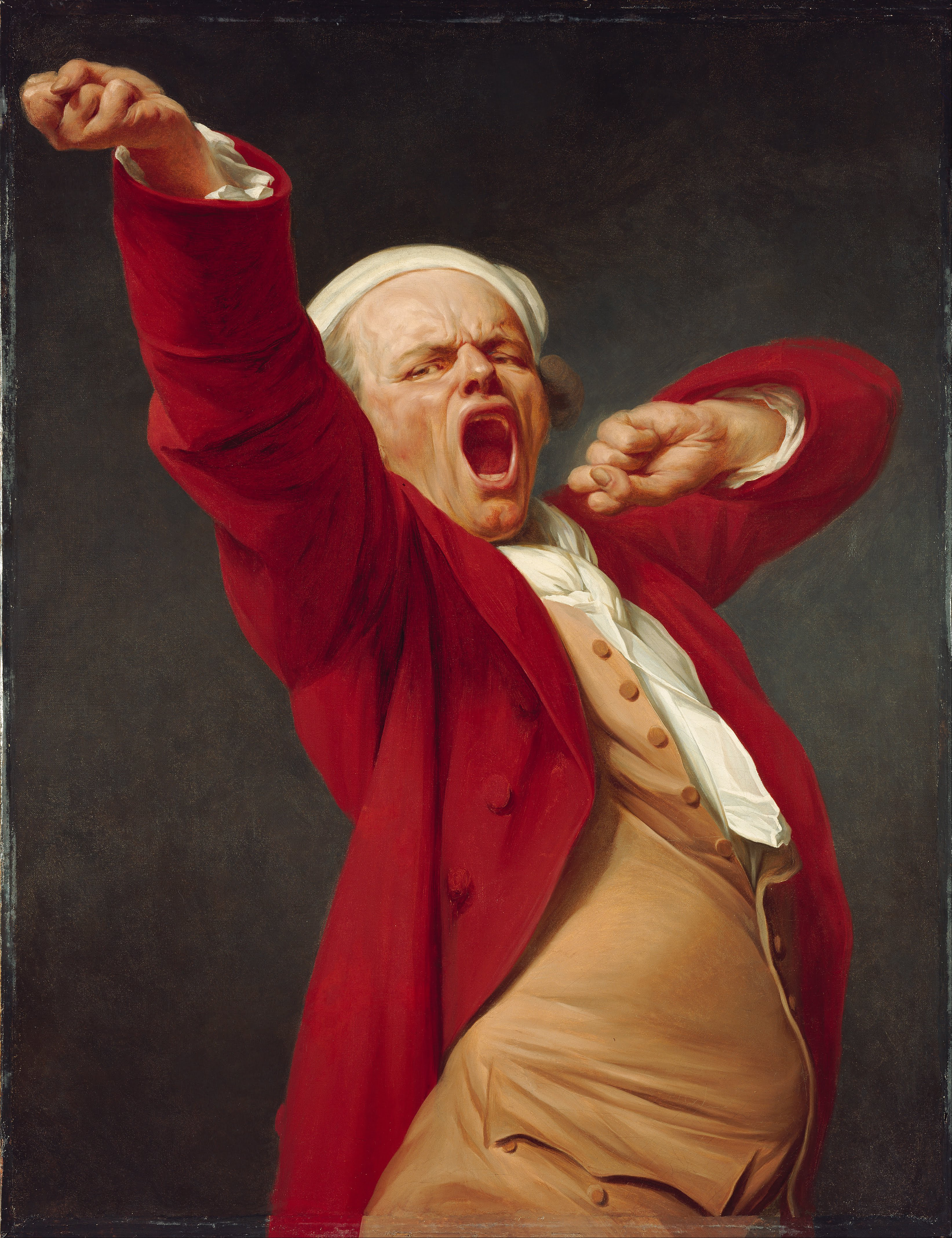
Selbstporträt beim Gähnen, Öl auf Leinwand, um 1783

Joseph Ducreux ging 1760 nach Paris. Er lernte die Maler Maurice Quentin de La Tour und Jean-Baptiste Greuze kennen, wobei insbesondere Greuze auf ihn einen großen Einfluss ausübte. Bald darauf wandte er sich ausschließlich der Porträtmalerei zu und kopierte bekannte Bildnisse von Pierre-Jean Mariette, Jacques-François Blondel, Jean Siméon Chardin und Jean-Jacques Rousseau.
Im Jahre 1769 wurde Ducreux nach Wien gesandt, um das offizielle Porträt der damals 14-jährigen Erzherzogin Marie-Antoinette, der späteren Frau Ludwigs XVI., zu malen, das allerdings als etwas hölzern galt. Nach zwei Jahren in Wien wurde er Mitglied der kaiserlichen Akademie und malte neben Maria Theresia und Joseph II. die Erzherzoginnen Maria Amalia, Marie Christine und Maria Elisabeth sowie andere Adlige am Hofe. Zurück in Frankreich wurde Ducreux von Marie-Antoinette zum Premier peintre ernannt und stellte im Salon de la Correspondence aus.
Zu Beginn der Französischen Revolution reiste der adlige Ducreux nach London. Dort waren seine Bilder in der Royal Academy of Arts zu sehen, jedoch ohne Erfolg. Nach seiner erneuten Rückkehr nach Paris (1793) unterstützte sein Freund Jacques-Louis David seine weitere offizielle Karriere. In seiner Wohnung im Louvre, die ihm kostenfrei zur Verfügung gestellt wurde, verkehrten Künstler und Literaten der »großen Welt«. In dieser späten Zeit entstanden weitere Porträts wie die von Ludwig XVI. sowie Maximilien de Robespierre und von Antoine de Saint-Just und von Julie Récamier.
In der Gegenwart wurde Ducreux' Selbstporträt als Spötter (Portrait de l’artiste sous les traits d’un moqueur) im Internet zu einem bekannten Internet-Phänomen, in dem über sein Bild häufig ein Rap-Text in englischer Sprache oder ein Text in pseudo-altenglischer archaischer Sprache gelegt wird.
Seine Tochter Rose-Adélaïde Ducreux trat in seine Fußstapfen und erlernte ebenfalls die Malerei. 

## Galerie

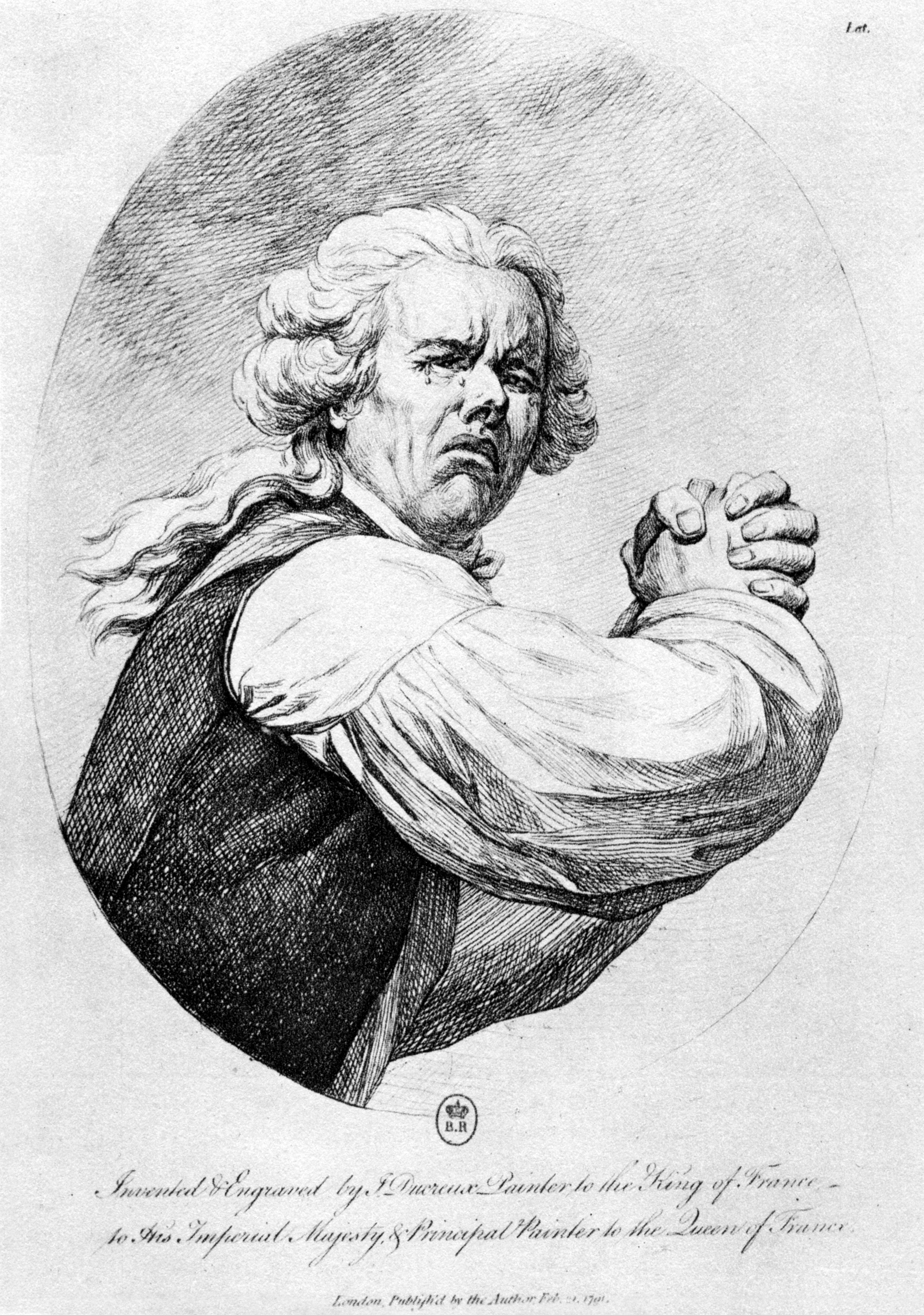
Joseph Ducreux als der trostlose Künstler, 1791
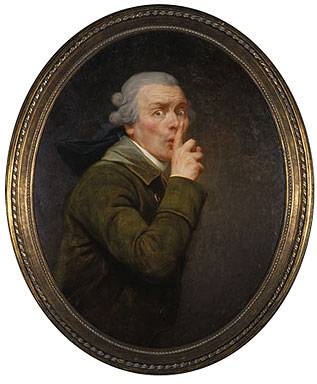
Le Discret, um 1790
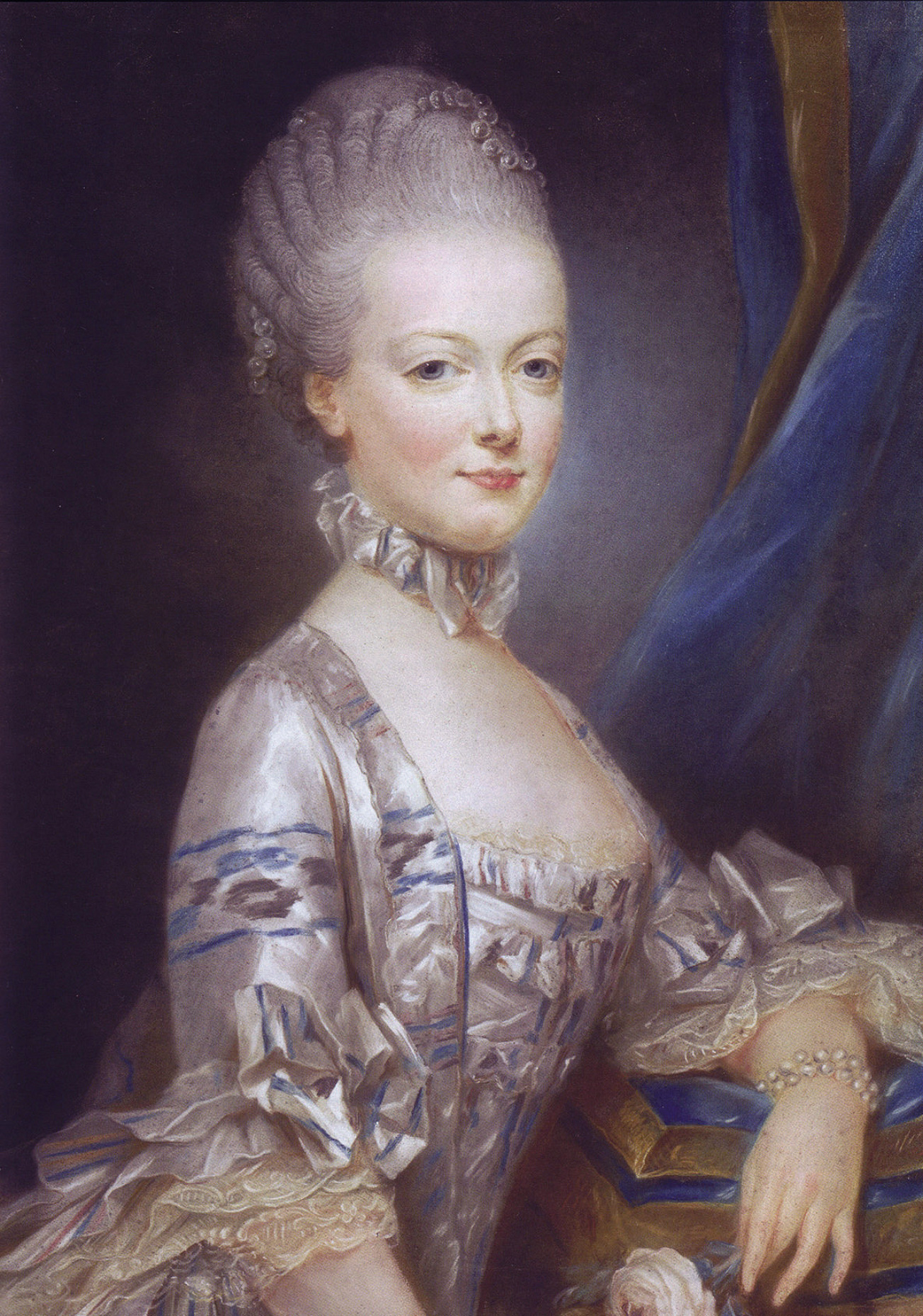
Marie-Antoinette, 1769
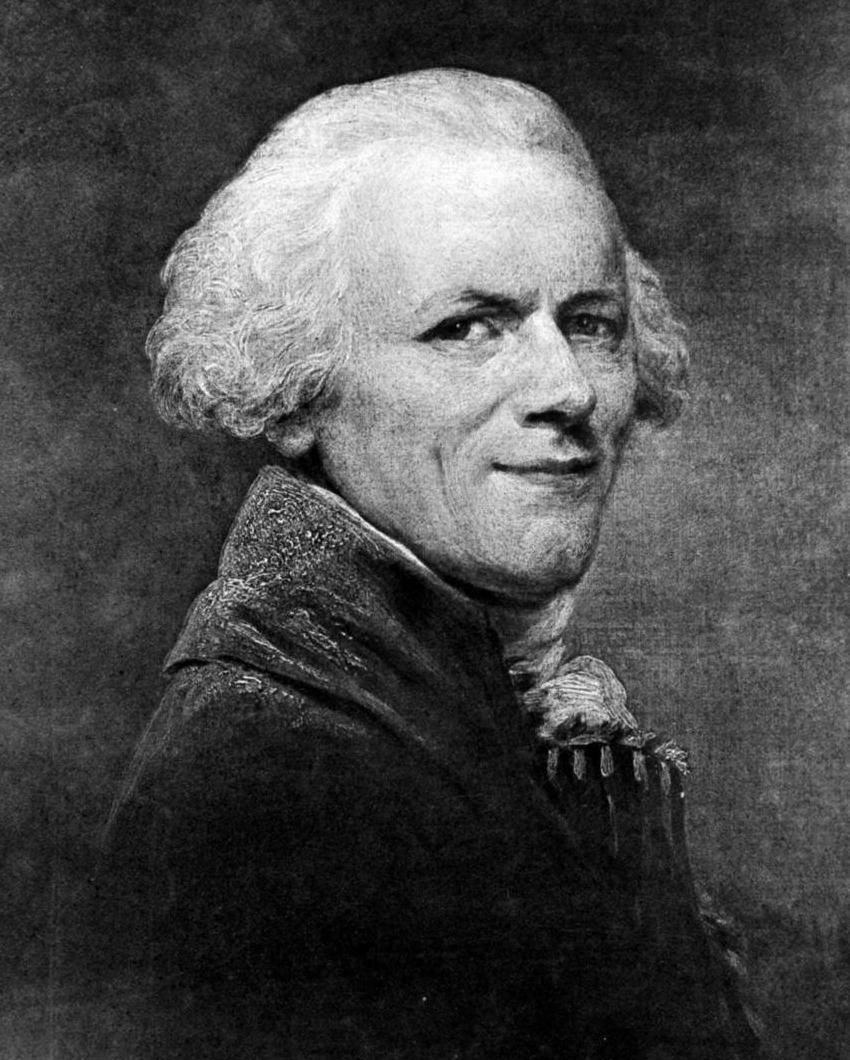
Selbstporträt, ca. 1791